# Brian Augustyn

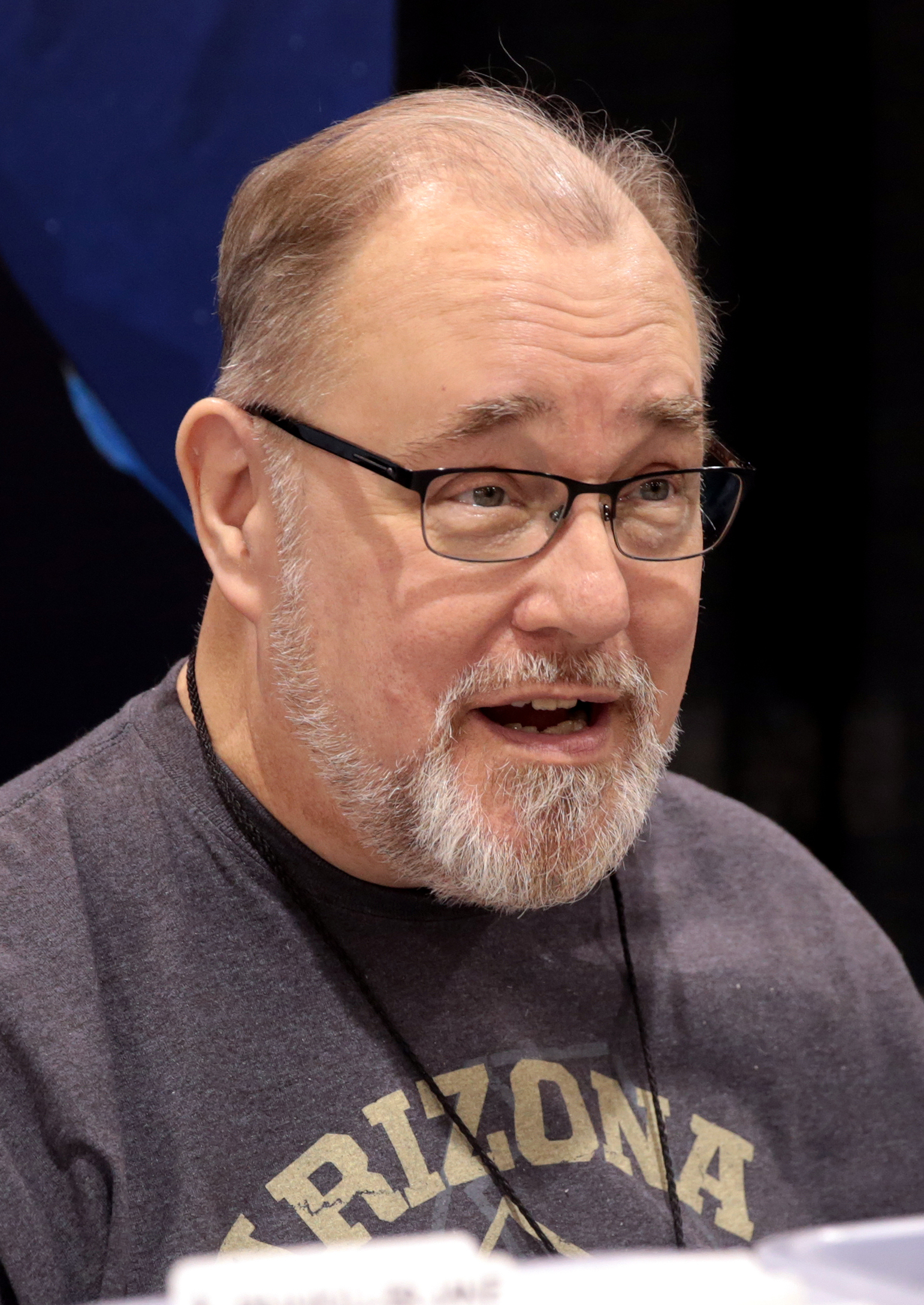
Brian Augustyn, 2018

Brian Augustyn (* 2. November 1954; †  1. Februar 2022) war ein US-amerikanischer Comicautor und -redakteur.

## Leben und Arbeit
Augustyn begann Ende der 1980er Jahre als Redakteur und Autor für den amerikanischen Verlag DC-Comics zu arbeiten. In den frühen 1990er Jahren übernahm er die editorische Aufsicht über solche Serien wie The Flash, Darkstars und Justice League sowie verschiedene Serien der Reihe !mpact Comics.
Augustyns bekannteste Arbeit als Autor ist wahrscheinlich die Graphic Novel Batman: Gotham by Gaslight von 1989. Visuell umgesetzt wurde der Band von dem Künstler Mike Mignola. Gotham by Gaslight war die erste Publikation, die DC Comics unter dem „Elseworld“-Imprint veröffentlichte bzw. nachträglich unter dieses Imprint stellte. Hierbei handelt es sich um eine Reihe von Publikationen, in denen die Geschichten bekannter fiktiver Figuren, die der Verlag veröffentlicht, in Szenarien verlegt werden, die dramatisch von den Szenarien, in denen die Abenteuer dieser Figuren sonst standardmäßig stattfinden, abweichen. Im Falle von Gotham by Gaslight wurde die Erlebniswelt des maskierten Verbrechensbekämpfers Batman von der Gegenwart des 20. Jahrhunderts, in der seine Abenteuer sonst stattfanden, in das späte 19. Jahrhundert verlegt, wo er es mit einer fiktiven Version des berühmten Londoner Serienkillers Jack the Ripper zu tun bekommt. Augustys graphischer Roman war eine der populärsten Elseworld-Geschichten überhaupt, was sich u. a. in seiner Adaptierung als Animationsfilm im Jahr 2018 niederschlug. Eine um 2010 begonnene Videospiel-Adaption des Stoffes blieb unvollendet. Ausschnitte aus den bereits fertiggestellten Teilen des Spiels, aus denen sich Graphik und Stil des nichtvollendeten Spiels ersehen lassen gelangten jedoch 2012 ins Internet.
Weitere graphische Romane, die Augustyn verfasste, waren The Life Story of the Flash (1998) und Batman: Master of the Future (1992).
In den 1990er Jahren schrieb Augustyn als Koautor zahlreiche Ausgaben für die Serie The Flash über den gleichnamigen superschnellen Helden  (von 1996 bis 1997 und 1998 bis 2000), die er zuvor von 1992 bis 1996 geedittet hatte. Weitere Serien, für die er schrieb, waren Imperial Guard, Out There, Crimson und Mega Man. Häufig arbeitete er dabei mit Mark Waid als Koautor zusammen.
Für seine Arbeit wurde Augustyn 1994 mit dem Wizard Fan Award als beliebtester Editor ausgezeichnet. Später arbeitete Augustyn als Managing Editor für das Visionary Comics Studio.
Er starb im Alter von 67 Jahren an den Folgen eines Schlaganfalles.